# Piàtnitsa
Piàtnitsa (en rus: Пятница) és un poble de l'óblast de Nóvgorod, a Rússia, segons el cens del 2010 tenia 114 habitants.